# Baniana elongata
Baniana elongata är en fjärilsart som beskrevs av Paul Dognin 1912. Baniana elongata ingår i släktet Baniana och familjen nattflyn. Inga underarter finns listade i Catalogue of Life.